# Tetsuo Nakanishi
Tetsuo Nakanishi (中西 哲生 Nakanishi Tetsuo?,  nacido el 8 de septiembre de 1969 en Nagoya, Aichi) es un exfutbolista japonés. Jugaba de defensa y su último club fue el Kawasaki Frontale de Japón. Tras su retirada se ha desempeñado como comentarista deportivo; en calidad de tal intervino junto a Jon Kabira en algunos videojuegos de la saga Winning Eleven/Pro Evolution Soccer (2002-2004).

## Trayectoria

### Clubes
| Club                 | País  | Año         |
| -------------------- | ----- | ----------- |
| Nagoya Grampus Eight | Japón | 1992 - 1996 |
| Kawasaki Frontale    | Japón | 1997 - 2000 |

## Palmarés

### Títulos nacionales
| Título             | Club                 | País  | Año  |
| ------------------ | -------------------- | ----- | ---- |
| Copa del Emperador | Nagoya Grampus Eight | Japón | 1995 |